# Nationaal park Leivonmäki
Nationaal park Leivonmäki (Fins: Leivonmäen kansallispuisto/ Zweeds: Leivonmäki nationalpark) is een nationaal park in Kaski-Suomi in Finland. Het park werd opgericht in 2003 en is 29 vierkante kilometer groot. Het landschap bestaat uit moeras, de oevers van het Rutajärvi-meer en bossen op een esker.